# Mabini (Bohol)
Mabini (Bayan ng Mabini) är en kommun i Filippinerna. Kommunen tillhör provinsen Bohol och ligger på ön med samma namn. Folkmängden uppgår till 27 250 invånare.

## Bildgalleri

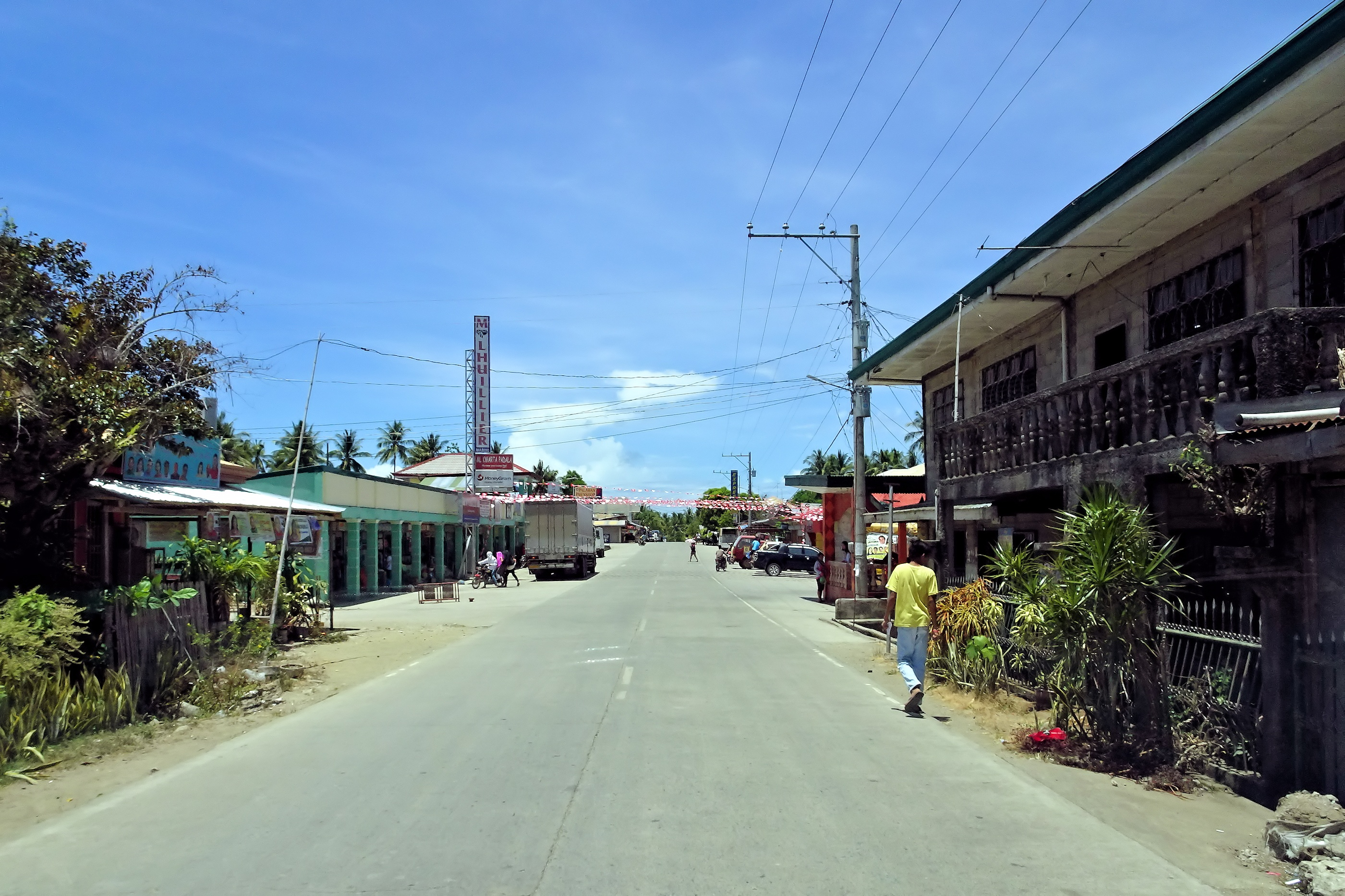
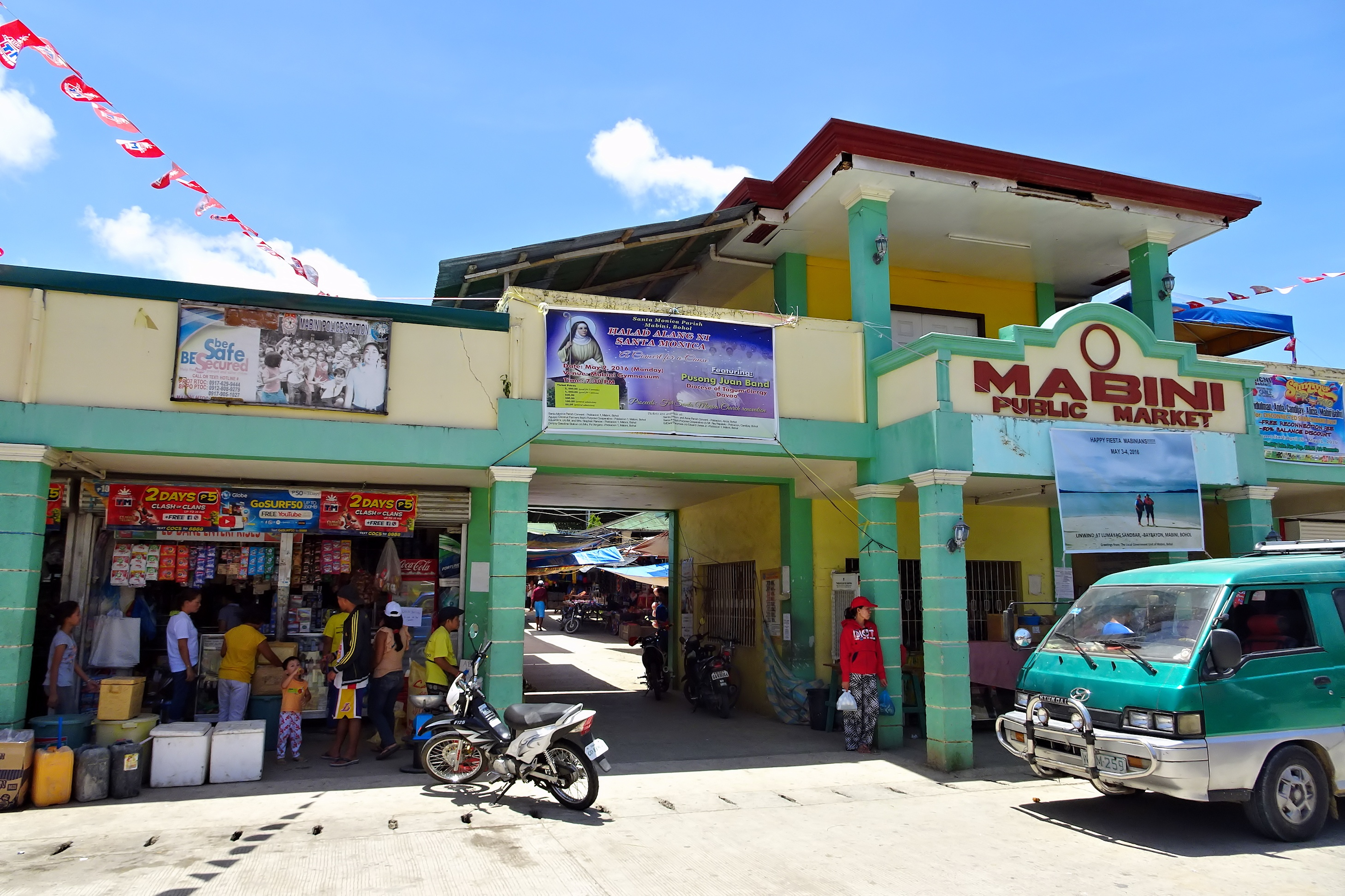

## Barangayer
Mabini är indelat i 22 barangayer.
| - Abaca - Abad Santos - Aguipo - Concepcion (Banlas)1 - Baybayon - Bulawan - Cabidian - Cawayanan - Del Mar - Lungsoda-an - Marcelo | - Minol - Paraiso - Poblacion I - Poblacion II - San Isidro - San Jose - San Rafael - San Roque (Cabulao) - Tambo - Tangkigan - Valaga |